# Godiva
Godiva eller Godgifu (Lady Godiva), född cirka 1040, död cirka 1080, var gift med Leofric, earl av Mercia i England på 1000-talet.
Enligt legenden om Godiva, som skapades över 100 år senare av den notoriske ryktesspridaren Roger av Wendover och senare spritts vidare via Chronicum anglicum, bönföll Godiva Leofric upprepade gånger om att han skulle sänka skatterna. Leofric menade dock att det var lika omöjligt som att hon skulle rida naken genom staden. Godiva tog honom på orden och red ut naken på en häst, endast skyld av sitt långa hår. Leofric stod vid sitt ord och sänkte skatterna. 
På 1500-talet tillkom en del av sägnen, nämligen den att invånarna i Coventry fått veta vad som skulle ske och befallts att stanna inomhus. Alla utom en lydde order, och för detta tilltag straffades han med blindhet av högre makter. Han blev känd som "Peeping Tom", vilket är det engelska ordet för smygtittare.
Som ett minne av denna händelse infördes 1678 en sed att den 31 maj i procession med en naken flicka ridande i spetsen tåga genom staden. Seden upphörde 1826.
Nedslagskratern Godiva på planeten Venus och asteroiden 3018 Godiva är uppkallade efter henne.